# Freden i Lübeck
Freden i Lübeck 22. maj 1629 (d. 12. maj ifølge den julianske kalender) afsluttede Kejserkrigen, eller den danske deltagelse i Trediveårskrigen. Under forhandlingerne havde Wallenstein på vegne af den tyske kejser krævet afståelse af hertugdømmerne, overdragelse af Jylland til kurfyrsten af Sachsen som pant for kejserlig gæld til ham, opgivelse af prins Frederiks (den senere Frederik 3.) nordtyske stifter, en stor krigsskadeserstatning til kejseren samt afspærring af Øresund for kejserens fjender. Men på baggrund af kongemødet i Ulvsbäck og Nederlandenes mellemkomst accepterede de kejserlige (katolske) magter at tilbagegive det erobrede Jylland til Danmark mod en betaling på 2 millioner rigsdaler og afståelse af Holsten i 10 år.
Trods et rimeligt resultat af fredsforhandlingerne havde Christian 4.s nederlag i krigen været totalt, og Danmark mistede med denne fredsaftale positionen som Nordens førende magt til Sverige.